# Колфакс (Индиана)
Колфакс (англ. Colfax) — город (town) в округе Клинтон штата Индиана, США.

## Население
Согласно переписи 2010, в городе проживал 691 человек в 268 домохозяйствах в составе 194 семей.
Расовый состав населения:
- 96,1 % — белых
- 0,7 % — азиатов
- 0,4 % — черных или афроамериканцев

По возрастным диапазоном населения распределялось следующим образом: 25,2 % — лица моложе 18 лет, 59,6 % — лица в возрасте 18-64 лет, 15,2 % — лица в возрасте 65 лет и старше. Медиана возраста жителя составляла 40,1 года. На 100 лиц женского пола в городе приходилось 89,3 мужчин; на 100 женщин в возрасте от 18 лет и старше — 92,9 мужчин также старше 18 лет.
Средний доход на одно домашнее хозяйство составил 48 702 доллара США (медиана — 41 923), а средний доход на одну семью — 53 963 доллара (медиана — 48 516). За чертой бедности находилось 12,3 % лиц, в том числе 18,3 % детей в возрасте до 18 лет и 5,3 % лиц в возрасте 65 лет и старше.
Трудоустроенное население составляло 313 человек. Основные области занятости: производство — 32,9 %, образование, здравоохранение и социальная помощь — 15,3 %, розничная торговля — 9,6 %, строительство — 9,3 %.

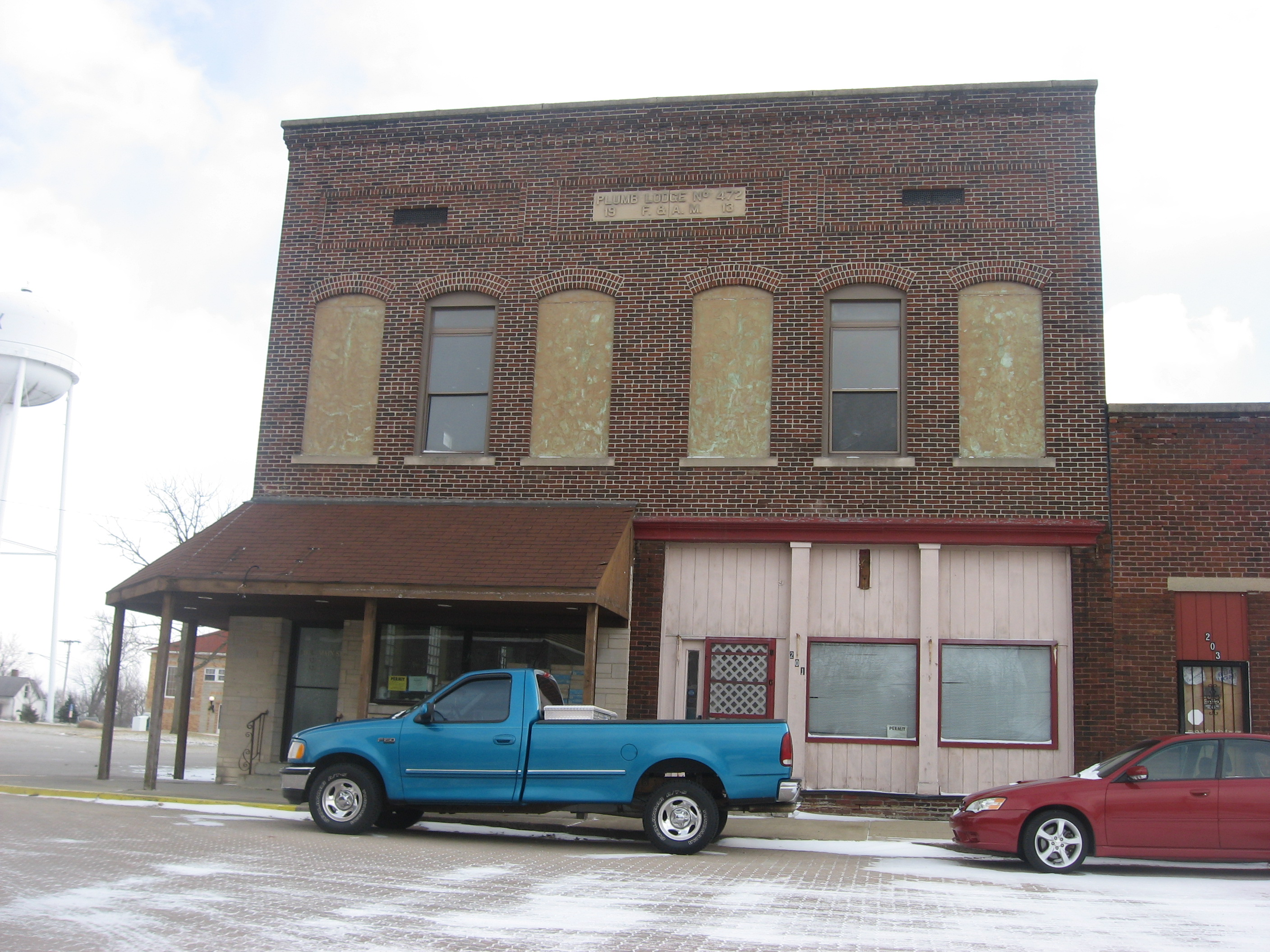
Здание, построенное в 1913 году для местной масонской ложи

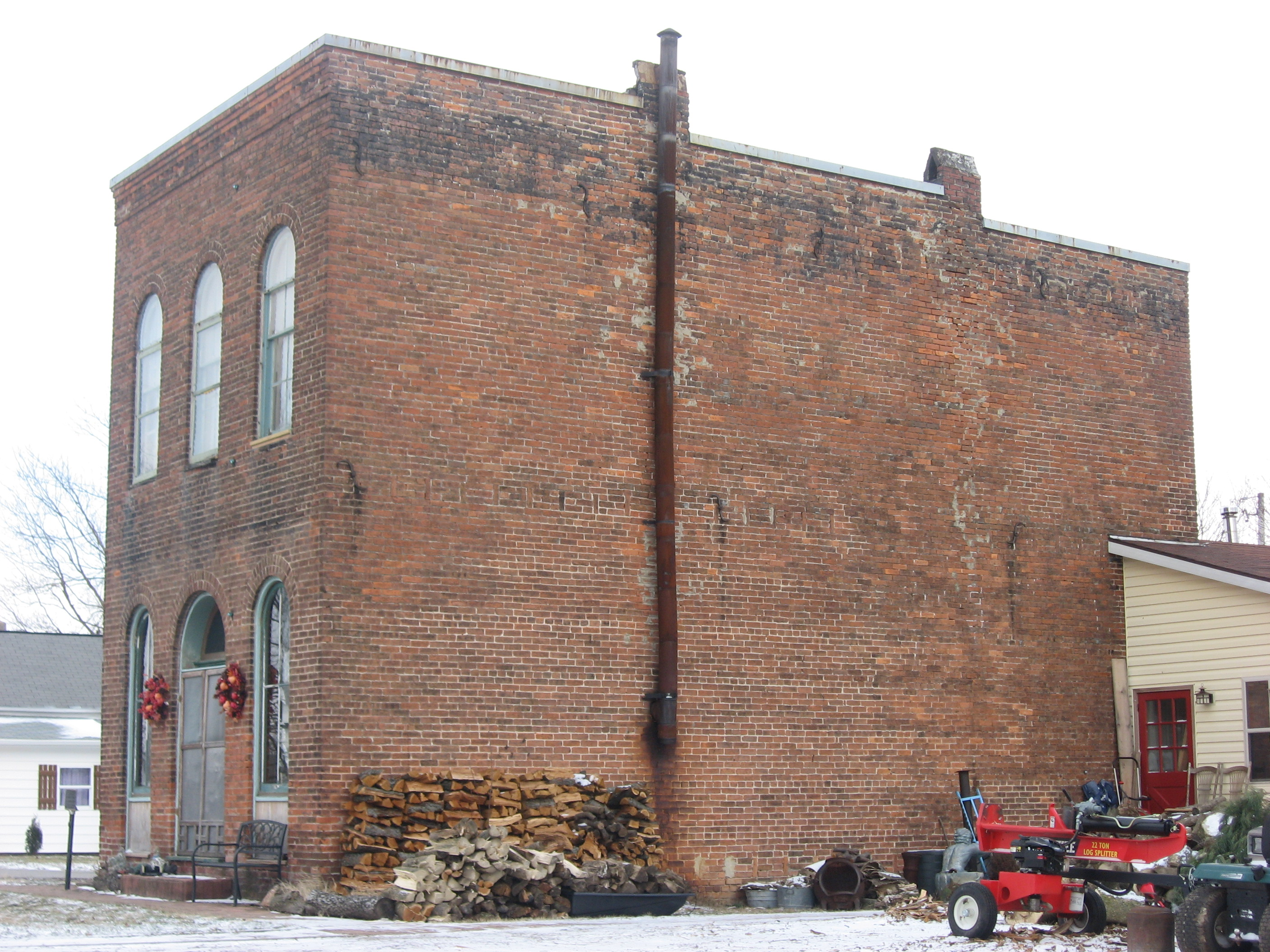
Историческое здание, построенное в 1850